# Журавка (Новомиргородський район)
Жу́равка — колишнє село в Україні, у Новомиргородському районі Кіровоградської області. Населення в Журавці відсутнє. Орган місцевого самоврядування — Мар'ївська сільська рада.

## Історія
Село було виключене з облікових даних рішенням 23-ї сесії Кіровоградської обласної ради 6-го скликання  від 20 вересня 2013 року у зв'язку з переселенням жителів до інших населених пунктів.

## Населення
Згідно з переписом УРСР 1989 року чисельність наявного населення села становила 30 осіб, з яких 9 чоловіків та 21 жінка.
За переписом населення України 2001 року в селі ніхто не мешкав.